# Sofian Chakla
Soufiane "Sofian" Chakla Mrioued (ar. سفيان شاكلا; ur. 2 września 1993 w Al-Kunajtirze) – marokański piłkarz grający na pozycji środkowego obrońcy. Od 2021 jest piłkarzem klubu OH Leuven.

## Kariera piłkarska
Swoją piłkarską karierę Chakla rozpoczynał w Hiszpanii w juniorach takich klubów jak: La Mojonera (2005-2010) i Málaga CF (2010-2012). W 2012 roku zaczął grać w rezerwach Málagi, a na początku 2014 roku został zawodnikiem rezerw Realu Betis. Latem 2014 został piłkarzem węgierskiego Videotonu, w barwach którego zadebiutował 2 listopada 2014 w wygranym 1:0 domowym meczu z Budapest Honvéd FC. W sezonie 2014/2015 wywalczył z Videotonem mistrzostwo Węgier.
Latem 2015 Chakla wrócił do Hiszpanii i w sezonie 2015/2016 grał w trzecioligowym La Roda CF. W sezonie 2016/2017 występował w trzecioligowym CD El Ejido, a w sezonie 2017/2018 był piłkarzem rezerw Almerii. Z kolei w sezonie 2018/2019 występował w trzecioligowym UD Melilla.
W 2019 roku Chakla przeszedł do Villarrealu. Początkowo grał w jego rezerwach, a 19 czerwca 2020 zanotował w pierwszym zespole swój debiut w Primera División w zwycięskim 1:0 wyjazdowym meczu z Granadą.
W styczniu 2021 Chakla został wypożyczony do Getafe CF, w którym swój debiut zaliczył 9 lutego 2021 w przegranym 0:2 wyjazdowym meczu z Realem Madryt. W Getafe spędził pół roku.
W sierpniu 2021 Chakla przeszedł do belgijskiego OH Leuven. Zadebiutował w nim 12 września 2021 w zwycięskim 2:1 domowym meczu z KV Kortrijk.
| Sezon   | Klub            | Kraj      | Rozgrywki          | Mecze | Gole |
| ------- | --------------- | --------- | ------------------ | ----- | ---- |
| 2012/13 | Málaga CF B     | Hiszpania | Tercera División   | 15    | 0    |
| 2013/14 | Málaga CF B     | Hiszpania | Tercera División   | 4     | 2    |
| 2013/14 | Real Betis B    | Hiszpania | Tercera División   | 12    | 2    |
| 2014/15 | Videoton        | Węgry     | NB I               | 6     | 0    |
| 2015/16 | La Roda CF      | Hiszpania | Segunda División B | 23    | 0    |
| 2016/17 | CD El Ejido     | Hiszpania | Segunda División B | 23    | 1    |
| 2017/18 | UD Almería B    | Hiszpania | Tercera División   | 38    | 4    |
| 2018/19 | UD Melilla      | Hiszpania | Segunda División B | 26    | 2    |
| 2019/20 | Villarreal CF   | Hiszpania | Primera División   | 2     | 0    |
| 2019/20 | Villarreal CF B | Hiszpania | Segunda División B | 21    | 0    |
| 2020/21 | Villarreal CF   | Hiszpania | Primera División   | 1     | 0    |
| 2020/21 | Getafe CF       | Hiszpania | Primera División   | 11    | 0    |

## Kariera reprezentacyjna
W reprezentacji Maroka Chakla zadebiutował 30 marca 2021 w wygranym 1:0 meczu kwalifikacji do Pucharu Narodów Afryki 2021 z Burundi, rozegranym w Rabacie. W 2022 roku został powołany do kadry na Puchar Narodów Afryki 2021. Rozegrał na nim jeden mecz grupowy, z Gabonem (2:2).